# Корнилов, Борис Петрович
Бори́с Петро́вич Корни́лов (16 (29) июля 1907, село Покровское Нижегородской губернии — 20 февраля 1938, Ленинград) — советский поэт и общественный деятель-комсомолец, поэт-песенник, автор стихов знаменитой «Песни о встречном». Расстрелян 20 февраля 1938 года как участник антисоветской троцкистской организации. Посмертно реабилитирован 5 января 1957 года «за отсутствием состава преступления».

## Биография

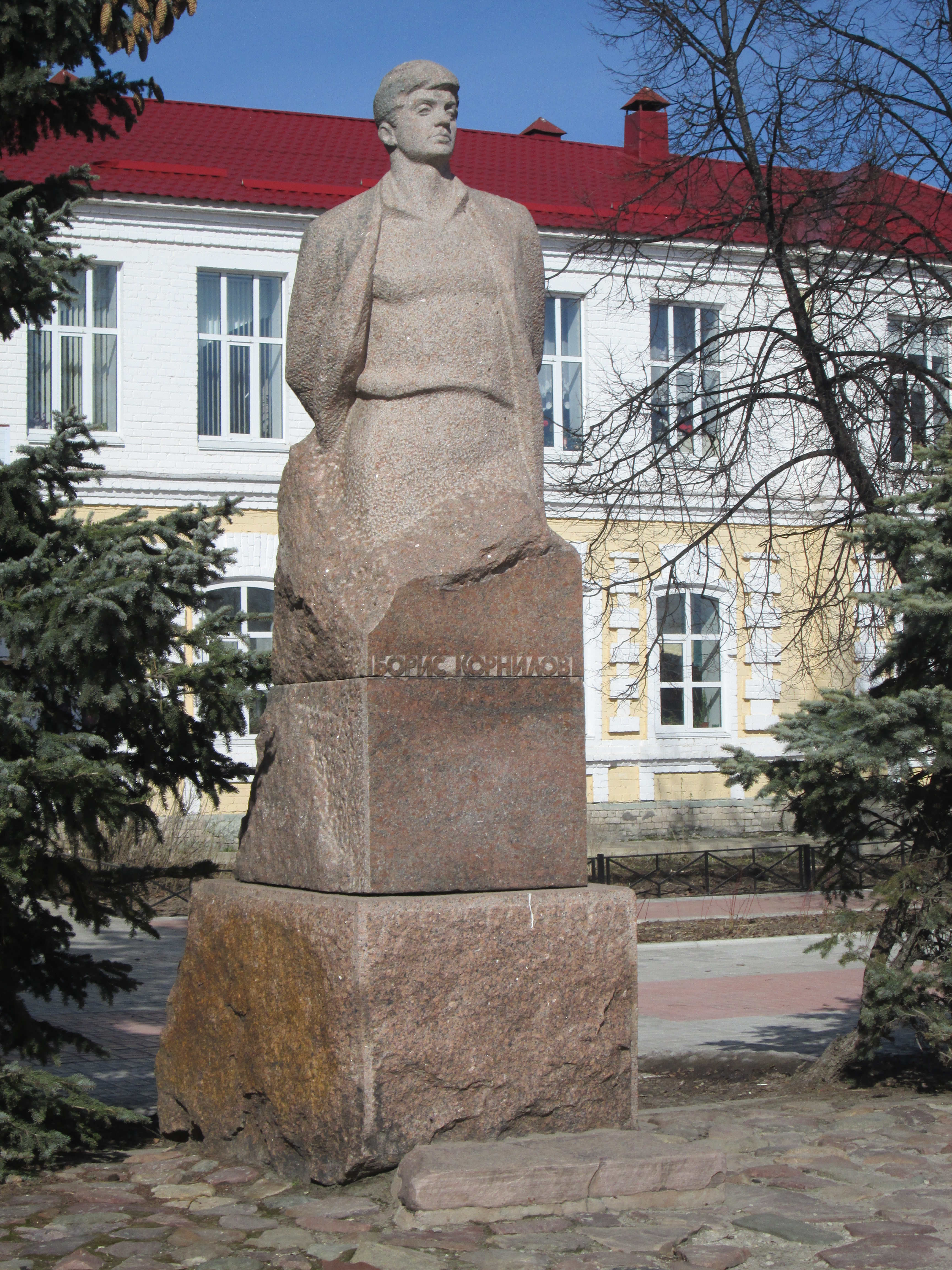
г. Семёнов. Памятник поэту Борису Корнилову на площади его имени

Борис Корнилов родился 16 (29) июля 1907 года в селе Кожиха Нижегородской губернии (ныне городского округа Семёновский Нижегородской области), в семье сельского учителя. В 1922 году Борис переселился в Семёнов и начал сочинять стихи. Одновременно он активно участвовал в деятельности пионерской, а затем комсомольской организаций.
Первые публикации отдельных стихов Корнилова относятся к 1923 году.
В конце 1925 года поэт уехал в Ленинград, чтобы показать свои стихи Сергею Есенину, но не застал его в живых. Он вошёл в группу «Смена» под руководством Виссариона Саянова, и там его вскоре признали одним из самых талантливых молодых поэтов России.
В 1926 году Корнилов — вместе с Ольгой Берггольц, также участницей «Смены», — поступил на Высшие государственные курсы искусствоведения при Институте истории искусств. В 1928 году, когда Ольге Берггольц исполнилось 18 лет, они вступили в брак, который оказался недолговечным — Борис и Ольга прожили вместе два года, их дочь Ира умерла в 1936 году. Корнилов не задержался и на искусствоведческих курсах.

Перечитываю сейчас стихи Бориса Корнилова, — сколько в них силы и таланта! Он был моим первым мужчиной, моим мужем и отцом моего первого ребёнка, Ирки. Завтра ровно пять лет со дня её смерти. Борис в концлагере, а может быть, погиб.— дневниковая запись Ольги Берггольц от 13.03.1941
В 1928 году у него вышла первая книга стихов «Молодость». Затем в 1933 году появились сборники «Книга стихов» и «Стихи и поэмы».
В 1930-х годах у Корнилова вышли поэмы «Соль» (1931), «Тезисы романа» (1933), «Агент уголовного розыска» (1933), «Начало земли» (1936), «Самсон» (1936), «Триполье» (1933), «Моя Африка» (1935). Писал также песни («Песня о встречном», «Комсомольская-краснофлотская» и другие), стихотворные агитки («Вошь»), стихи для детей («Как от мёда у медведя зубы начали болеть»).
В 1932 году поэт написал о ликвидации кулачества, и его обвинили в «яростной кулацкой пропаганде». Частично реабилитировала его в глазах советских идеологов поэма «Триполье», посвящённая памяти комсомольцев, убитых во время кулацкого восстания.
В середине 1930-х годов в жизни Корнилова наступил явственный кризис, он злоупотреблял спиртным. За «антиобщественные поступки» неоднократно подвергался критике в газетах.
Корнилову многое прощалось за его самобытный талант, однако в январе 1935 года президиум Ленинградского отделения Союза писателей вынес поэту строгий выговор с предупреждением о том, что он будет исключён из рядов Союза, если не изменит своего поведения.
В октябре 1936 года Корнилов был исключён из Союза советских писателей.
27 ноября 1937 года Корнилова по ложному обвинению арестовали в Ленинграде.

20 февраля 1938 года Выездной сессией Военной Коллегии Верховного Суда СССР под председательством корвоенюриста Матулевича Корнилов был приговорён к исключительной мере наказания. В приговоре содержится следующая формулировка: «Корнилов с 1930 г. являлся активным участником антисоветской, троцкистской организации, ставившей своей задачей террористические методы борьбы против руководителей партии и правительства». Приговор приведён в исполнение 20 февраля 1938 г. в Ленинграде.— Константин Поздняев. Расстрел по лимиту: Мифы и правда о трагической гибели Бориса Корнилова // «Литературное обозрение», 1993.
Отца Бориса Корнилова, Петра Тарасовича, в 1938 году тоже арестовали, в 1939-м он умер в горьковской тюрьме, мать Таисия Михайловна на многие годы стала женой и матерью «врагов народа».
Посмертно реабилитирован 5 января 1957 года «за отсутствием состава преступления».

## «Слова народные»
Песни на стихи Корнилова исполнялись и печатались и после его гибели с примечанием «слова народные», например финальная песня кинофильма «Встречный» (композитор Дмитрий Шостакович).

## Личная жизнь
Корнилов был женат на Ольге Берггольц с 1928 по 1930 год, их дочь Ирина умерла в 1936 году (в связи с осложнением на сердце — декомпенсированным пороком сердца — после тяжело перенесённой ангины).
От второго брака, с Людмилой Борнштейн, у поэта осталась вторая дочь — Ирина Басова. Она родилась, когда её отец уже был арестован, ныне проживает во Франции. Bдова художника Бориса Заборова. У Ирины Басовой двое детей — Марина и Кирилл.

## Цитаты
Проникнутая близостью к природе лирика Корнилова содержит в себе нечто стихийное, исконное.
— Вольфганг Казак

Возьмём Корнилова, очень талантливый поэт, с очень сильной стиховой мускулатурой.
— Николай Тихонов

Большой темперамент поэта и жадное ощущение жизни сказывались зачастую в его лирике биологическим полнокровием полузоологического существования и приводили Корнилова к невольной апологетике кулацкого избытка, к деревенской ограниченности, даже к буржуазному национализму.
— Сергей Малахов

## Адреса в Ленинграде
- С июня 1935 года — дом Придворного конюшенного ведомства («писательская надстройка») — набережная канала Грибоедова, 9.

## Произведения

### Книги
- Борис Корнилов. Молодость: Стихи. — Л.: Изд-во «Красная газета», 1928. — 64 с. — (Книжная полка «Резца» № 3). (тип. им. Володарского)
- Борис Корнилов. Первая книга: Стихотворения 1927—1931 гг. — М.—Л.: Изд-во ОГИЗ «Молодая гвардия», 1931. — 100 с.
- Борис Корнилов. Все мои приятели. Стихотворения 1930—1931 гг. / [Обложка: Л. Вольштейн]. — М.—Л.: ГИХЛ, 1931. (Л.: тип. Бухарина) — 68 с. — 3000 экз.
- Борис Корнилов. Книга стихов. М.—Л.: Изд-во «Молодая гвардия», 1933. — 132 с. — Суп.-обл.
- Борис Корнилов. Стихи и поэмы. Переплёт: А. Ушин. — Л.: ГИХЛ, 1933. — 204 с.; портр. — 5250 экз. (тип. «Печатный двор»)
- Борис Корнилов. Триполье. Поэма. Л.: Изд-во «Молодая гвардия», 1933. — 96 с. — Суп.-обл.
- Борис Корнилов. Триполье. Поэма. — 2-е изд. — Л.: Изд-во «Молодая гвардия», 1934. — 96 с.
- Борис Корнилов. Моя Африка: Поэма. — Л.: Изд-во «Молодая гвардия», 1935. — ил.: заставки — 76 с. — переплёт (тип. «Печатный двор» и тип. имени Володарского)
- Борис Корнилов. Новое: Стихи. Л.: Гослитиздат, 1935. — 120 с. — переплёт (тип. «Ленингр. правда»)
- Борис Корнилов. Как от мёда у медведя зубы начали болеть: Стихи. Для дошкольного возраста / Рис. К. Ротова. — М.: Детгиз, 1935. («Образцовая» тип.) — 16 с.: крас. ил.

### Журналы
- Триполье // Звезда. — 1935. — № 1.
- Моя Африка // Новый мир. — 1935. — № 3.
- Стихи («Чиж», «Зоосад») // Литературный современник. — 1936. — № 11. — С. 40—44.

### Издания
выборочно
- Стихотворения и поэмы / [Сост. О. Берггольц и М. Бернович; автор вступ. статьи О. Берггольц]. — Л.: Советский писатель, 1957. — 290 с. ; портр. — 10 000 экз.
- Стихотворения и поэмы / [Предисл. О. Берггольц]. — Л.: Советский писатель, 1960. — 290 с.; портр.
- «Как от мёда у медведя зубы начали болеть». — Горький, 1961.
- «Как от мёда у медведя зубы начали болеть». — Л., 1962.
- «Как от мёда у медведя зубы начали болеть». — М., 1963.
- «Моя Африка». — Л.: Советский писатель, 1963. — 72 с. — 20 000 экз.
- Стихотворения и поэмы. — М.: Гослитиздат, 1963. — 206 с. — 10 000 экз.
- Избранная лирика. — М.: Издательство «Молодая гвардия», 1966.
- Стихотворения и поэмы. — М.—Л.: Советский писатель, 1966. — 544 с. — (Библиотека поэта. Большая серия). — 40 000 экз.
- Избранное. — Горький, 1966.
- «Как от мёда у медведя зубы начали болеть» — Воронеж, 1966.
- Стихотворения. — М., 1967.
- «Как от мёда у медведя зубы начали болеть». — Горький, 1967.
- «Как от мёда у медведя зубы начали болеть». — Саратов, 1969.
- Продолжение жизни. — М.: Художественная литература, 1972.
- «Как от мёда у медведя зубы начали болеть». — Ярославль, 1974.
- «Как от мёда у медведя зубы начали болеть». — М., 1974.
- Страна встаёт со славою. — М.: Современник, 1976.
- Избранное. — Уфа, 1976.
- Избранное. — Горький, 1977.
- «Как от мёда у медведя зубы начали болеть». — Кемерово, 1977.
- Борис Корнилов. Избранное / Редактор Г. Антонова. — Л.: Художественная литература, 1978. — 192 с. — 25 000 экз.
- Избранная лирика. — Л., 1978.
- Поэма. — М., 1978.
- Стихи. — Южно-Сахалинск, 1978.
- Стихи. — Горький, 1982.
- Поэмы. — Горький, 1984.
- Стихотворения. Поэмы. — Пермь, 1986.
- Моя Африка. — М., 1987.
- Избранное: Стихотворения; Поэмы // Вступительная статья, составление, примечания Л. Аннинского. — М.: Худож. лит., 1990. — 286 с. — 50 000 экз.
- Стихотворения. Поэмы. — М.: Советская Россия, 1991.
- «Песня о встречном»: Сочинения / Вступ. ст. Н. Елисеева. — СПб.: Азбука-классика, 2010. — 256 с.
- Страна встает со славою: стихотворения, поэмы. — СПб.: Лениздат, 2013. — 253 с. — (Лениздат-классика). — ISBN 978-5-4453-0224-7.

## О нём
- Цурикова Г. Борис Корнилов. — М.—Л., 1963.
- Берггольц О. Борис Корнилов. 1907—1938. Продолжение жизни // Русские поэты: Антология. — Т. 4. — М., 1968.
- Лексикон русской литературы XX века = Lexikon der russischen Literatur ab 1917 / В. Казак ; [пер. с нем.]. — М. : РИК «Культура», 1996. — XVIII, 491, [1] с. — 5000 экз. — ISBN 5-8334-0019-8.

## Память
В 1962 году в издательстве «Советский писатель» вышла первая книга Галины Цуриковой, посвящённая жизни и творчеству Бориса Корнилова.
В городе Семёнове открыт мемориальный музей Корнилова и установлен его памятник. На границе между I
и IV Нагорными микрорайонами Нижнего Новгорода (так же, как и в Семёнове) в честь Бориса Корнилова названы улица и библиотека (недоступная ссылка), которая находится на улице Васюнина (по другой версии — улица носит имя Героя Советского Союза Бориса Корнилова).
В моторвагонном депо Горький-Московский Горьковской дирекции моторвагонного подвижного состава именем поэта назван поступивший в 2010 году новый электропоезд ЭД9М-0265.
В городском округе Семёновский, недалеко от села Мериново, детский оздоровительный лагерь (ранее — «Игрушка») носит имя Б. П. Корнилова. В лагере установлен бюст поэта.
В 2007 году в Нижнем Новгороде издана книга Валерия Шамшурина «Я вижу земную мою красоту…», посвящённая поэту.
В 2011 году издана книга «„Я буду жить до старости, до славы…“. Борис Корнилов», в которой собраны избранные стихотворения и поэмы поэта, новонайденные тексты, дневник Ольги Берггольц, эссе «Я — последний из вашего рода…», а также документы из личного архива дочери Корнилова, воспоминания её матери, материалы из следственного дела Корнилова из архива ФСБ. Авторами идеи создания этой книги стали Наталья Соколовская и дочь поэта — Ирина Корнилова-Басова.
Одновременно с книгой был выпущен фильм «Борис Корнилов: Всё о жизни, ничего о смерти…», который был показан на петербургском канале «100 ТВ».
22 ноября 2015 года в Санкт-Петербурге на фасаде дома № 9 по набережной канала Грибоедова был установлен мемориальный знак «Последний адрес» Бориса Петровича Корнилова.
31 июля 2017 года в писательском доме (Набережная канала Грибоедова, 9) состоялось открытие выставки, посвящённой 110-летию со дня рождения поэта. Её подготовили научные сотрудники Государственного литературного музея «XX век».
Памяти Бориса Корнилова посвятил несколько стихотворений его близкий друг, поэт Ярослав Смеляков.

## Литературная премия имени Бориса Корнилова «На встречу дня!»
Всероссийская ежегодная премия имени Бориса Корнилова учреждена в Санкт-Петербурге в 1997 году с целью сохранения памяти о выдающемся советском поэте. В 1999 году премия была приостановлена, а в 2008 году по согласованию с Министерством культуры РФ и Союзом писателей России восстановлена в новом формате. С 2009 года финансовым гарантом стала некоммерческая организация «Литературный фонд „Дорога жизни“» (президент Дмитрий Мизгулин).
Премия вручается ежегодно 21 ноября в Российской Национальной библиотеке. В числе лауреатов — следующие известные деятели культуры (в алфавитном порядке):
- поэт, редактор журнала «Немига литературная» Анатолий Аврутин (Минск)
- писательница, журналист Татьяна Алексеева (Санкт-Петербург)
- литературовед Лев Аннинский (Москва),
- поэт, критик Алексей Ахматов (Санкт-Петербург)
- писатель, журналист, редактор газеты «Секретные материалы» Павел Виноградов (Санкт-Петербург)
- поэт, лауреат Государственной премии РСФСР Глеб Горбовский (Санкт-Петербург)
- поэт, главный редактор журнала «Нева» Наталья Гранцева (Санкт-Петербург)
- поэт, главный редактор журнала «Юность» Валерий Дударев (Москва)
- краевед Карп Ефимов (Семёнов)
- литературовед, внучка советских поэтов Юрия Инге и Елены Вечтомовой Мария Инге-Вечтомова (Санкт-Петербург)
- публицист, заместитель главного редактора журнала «Наш современник» Александр Казинцев (Москва).
- дочь Бориса Корнилова Ирина Корнилова-Басова
- поэт, прозаик, критик Марина Кудимова (Москва)
- поэт, критик, искусствовед Роман Круглов (Санкт-Петербург)
- радиожурналист, театровед Ирина Образцова (Санкт-Петербург)
- поэт Екатерина Полянская (Санкт-Петербург)
- поэт, редактор журнала «Второй Петербург» Андрей Романов (Санкт-Петербург)
- поэт, прозаик, переводчик Наталия Соколовская (Санкт-Петербург)
- поэт, критик, публицист Аршак Тер-Маркарьян (Москва)
- поэт, журналист Владимир Хохлев (Санкт-Петербург)
- директор МБУК «Историко-художественный музей» Нижегородской области Оксана Цветкова
- поэт Валерий Шамшурин (Нижний Новгород)
- сценарист и режиссёр Людмила Шахт (Санкт-Петербург)
- поэт, главный редактор альманаха «День поэзии — XXI век» Андрей Шацков (Москва)